# The Desperate Condition of Mr. Boggs
The Desperate Condition of Mr. Boggs è un cortometraggio muto del 1913 diretto da Walter Edwin.

## Produzione
Il film fu prodotto dalla Edison Company.

## Distribuzione
Distribuito dalla General Film Company, il film - un cortometraggio in una bobina - uscì nelle sale cinematografiche degli Stati Uniti il 10 settembre 1913.